# Yumi Shirakawa
Yumi Shirakawa (白川 由美?, Shirakawa Yumi; Shinagawa, 21 novembre 1936 – 15 giugno 2016) è stata un'attrice giapponese.

## Biografia
Ha esordito nel 1956 ed è stata sposata a partire dal 1964 con l'attore Hideaki Nitani. Anche la figlia Yurie Nitani è un'ex attrice.
Nella prima parte della sua carriera, lavorò principalmente al cinema; successivamente, partecipò ai dorama in ruoli di supporto ed accompagnamento di giovani attrici come Nanako Matsushima e Mao Inoue.
Conosciuta dalle giovani generazioni soprattutto per i ruoli svolti in Majo no Jouken in qualità di madre della protagonista e nella 1ª serie live action di Great Teacher Onizuka dove fa la preside della scuola in cui va ad insegnare Eichiki. In seguito si è trovata ad affiancare anche idol maschili come Yamapi e Jin Akanishi.
Ha infine doppiato anche per il mercato nipponico la regina Tuya nel film d'animazione Il principe d'Egitto.

## Filmografia

### Cinema
- 1983: Arashi o yobu otoko
- 1970: Kigeki kudabare! Otoko-dama
- 1968: Wakamono yo chosen seyo
- 1968: Aniki no koi bito
- 1968: Haruranman
- 1966: Kiganjo no boken
- 1965: Ore ni tsuite koi!
- 1964: Midareru - Takako Morita
- 1964: Trap of Suicide Kilometer - Meishi
- 1963: Yabunirami Nippon - Momoko
- 1963: Nippon ichi no iro otoko
- 1962: 47 Ronin | Chushingura | Hana no maki yuki no maki - Ume
- 1962: Chikata nikki
- 1962: Gorath
- 1962: Kokosei to onna kyoshi: hijo no seishun
- 1961: Futari no musuko
- 1961: L'autunno della famiglia Kohayagawa - Nakanishi Takako
- 1961: Shinku no otoko
- 1961: L'ultima guerra
- 1961: Ai to honoho to - Keiko Takamine
- 1961: Tokkyu Nippon - Idekawa
- 1961: Fuku no kami: Sazae-san ikka
- 1960: Sazae-san to epuron obasan
- 1960. Hana no serusuman Sanshiro
- 1960: Ozora no yarodomo
- 1960: Otoko tai otoko - Mineko Nishijo
- 1960: Daigaku no sanzokutachi
- 1960: Yoru no nagare
- 1960: Denso Ningen - Akiko Chujo
- 1960: Sazae-san no akachan tanjo
- 1960: Sararigaru mudaguchi kageguchi herazuguchi
- 1959: Yaju shisubeshi
- 1959. Tetsuwan toshu inao monogatari
- 1959: Aisaiki
- 1959: Ankokugai no kaoyaku - Junko
- 1958: Daijin ni funranai
- 1958: Josei SOS
- 1958: Zokuzoku sarariman shussetai koki
- 1958: Bijo to Ekitainingen - Chikako Arai, cantante in un nightclub
- 1958: Yajikita dochu sugoroku
- 1958: Tokyo no kyujitsu
- 1958: Oatari Tanukigoten
- 1958: Jazu musume ni eiko are - Eiko Chiba
- 1957: I misteriani | Chikyu Boeigun - Etsuko Shiraishi
- 1957: Zoku sarariman shussetai koki
- 1957: Hokyaku no hanabira: kanketsuhen
- 1957: Sarariman shussetai koki
- 1957: Kono futari ni sachi are
- 1957: Hokyaku no hanabira
- 1956. Rodan, il mostro alato - Kiyo, amante di Shigeru
- 1956: Sazae-san - Oyoshi
- 1956: Narazu-mono - Yuki

### Televisione
- 2013: Dai Ni Gakusho (NHK / 2013) - Hisayo Endo
- 2011: Kaseifu no Mita (NTV)
- 2011: Ohisama (NHK)
- 2010: Juui Dolittle (epi 7)
- 2009: Niini no koto wo wasurenaide (NTV)
- 2009: Mama wa Mukashi Papa datta (WOWOW)
- 2009: Anmitsu Hime 2 (Fuji TV)
- 2008: Ando Natsu (TBS)
- 2008: Anmitsu Hime (Fuji TV)
- 2007: Yukan Club (NTV)
- 2007: Hanaikusa (Fuji TV)
- 2007: Jodan ja nai! (TBS, ep9)
- 2007: Haken no Hinkaku (NTV)
- 2006: Kurosagi - Il truffatore nero (TBS, ep9)
- 2005: Ai to Yujo no Boogie-woogie (NHK)
- 2004: Sore wa, totsuzen, arashi no you ni... (TBS)
- 2003: Diamond Girl (Fuji TV)
- 1999: Majo no Jouken (TBS)
- 1999: Great Teacher Onizuka (Fuji TV)
- 1998: Umi Made Go Fun (TBS)
- 1997: Tomoko to Tomoko (TBS)
- 1996: Mahiru no tsuki (TBS)
- 1995: Papa Survival (TBS)
- 1994: Otoko no ibasho (TBS)
- 1992: Juunen ai (TBS)
- 1991: Jinan Jijo Hitorikko Monogatari (TBS)
- 1991: Papa to Nat-chan (TBS)
- 1989: Mama Haha Boogie (TBS)
- 1988: Jun-chan no Ouen-ka (NHK)
- 1987: Oyako Zigzag (TBS)